# Château du Grand Launay
Le château du Grand Launay est un château situé à Semblançay (Indre-et-Loire) et inscrit aux monuments historiques le 3 juin 1932.